# تومي رووي
تومي رووي (بالإنجليزية: Tommy Rowe) (24 سبتمبر 1988 في المملكة المتحدة - ) هو لاعب كرة قدم بريطاني في مركز جناح ‏. لعب مع ستوكبورت كونتي وسكونثورب يونايتد ومانشستر يونايتد ونادي دونكاستر روفرز ووولفرهامبتون واندررز ونادي بيتربورو يونايتد.

## وصلات خارجية
- تومي رووي على موقع قاعدة بيانات كرة القدم.إي يو (الإنجليزية)
- تومي رووي على موقع Soccerbase.com (لاعب) (الإنجليزية)
- تومي رووي على موقع Soccerway.com (الإنجليزية)